# Симфония № 12 (Гласс)
Symphony No. 12 (Lodger) — симфония американского композитора Филипа Гласса. Произведение было заказано Лос-Анджелесским филармоническим оркестром, а его премьера состоялась 10 января 2019 года (Джон Адамс дирижировал Лос-Анджелесским филармоническим оркестром в Концертном зале имени Уолта Диснея). Европейская премьера состоялась 9 мая 2019 года с выступлением Лондонского современного оркестра в Саутбэнк Центре.
Основанная на альбоме Дэвида Боуи Lodger (1979), она завершает трилогию симфоний Гласса, основанную на «Берлинском триптихе» музыканта, ранее вдохновившем Гласса на первую и четвёртую симфонии, основанные на альбомах Low и «Heroes» соответственно. Гласс заявил о своём намерении написать эту симфонию ещё в 1997 году, когда он сообщил Los Angeles Times, что обсуждал особенности структуры с самим Боуи.

## Симфония
В отличие от No. 1 и No. 4 симфоний Гласса, Symphony No. 12 основана не на музыке, а на текстах альбома, в данном случае — Lodger; также для её записи был привлечён более крупный состав оркестра (включающий орган) и солистка, исполнившая вокальную партию.
Симфония состоит из семи частей:
1. Fantastic Voyage
2. Move On
3. African Night Flight
4. Boys Keep Swinging
5. Yassassin
6. Repetition
7. Red Sails

## Отзывы критиков
Премьера симфонии была встречена положительными отзывами; в частности газета LA Times похвалила солистку Анжелику Киджо за возможность по-новому взглянуть на лирику Дэвида Боуи «на всех уровнях». Однако были и те, кто остался недоволен результатом; так, обозреватель The San Francisco Classical Voice назвал симфонию «чрезмерной, набитой битком словно бугристый диван» и раскритиковал выбор солистки, исполнившей вокал.
Премьера в лондонском Королевском фестивальном зале получила положительную оценку Financial Times, газета отдельно похвалила Анжелику Киджо: «С хриплыми низкими частотами в стиле Марлен Дитрих она, словно экспрессионистка, переосмыслила сюрреалистическую поэзию Боуи в стиле веймарского кабаре. Она впечатляюще справилась с этой требовательной ролью». Bachtrack также похвалил итоговый результат: «Гласс написал произведение, держа в уме впечатляющий голос и неповторимое присутствие на сцене Киджо, и она продемонстрировала и то и другое: её голос начинался с целенаправленного хроматического гула, который следовал за хроматическими партиями Гласса, вовлекая аудиторию в путешествие постепенного разрастания звучания и эмоциональности по мере развития симфонии. Сама музыка, сочная и мощная, сопровождалась внушительным органом Королевского фестивального зала, который казался могущественным покровителем оркестра».